# Aldo Ossola
Aldo Ossola (Varese, 13 marzo 1945) è un ex cestista italiano.
Giocava come playmaker.

## Carriera

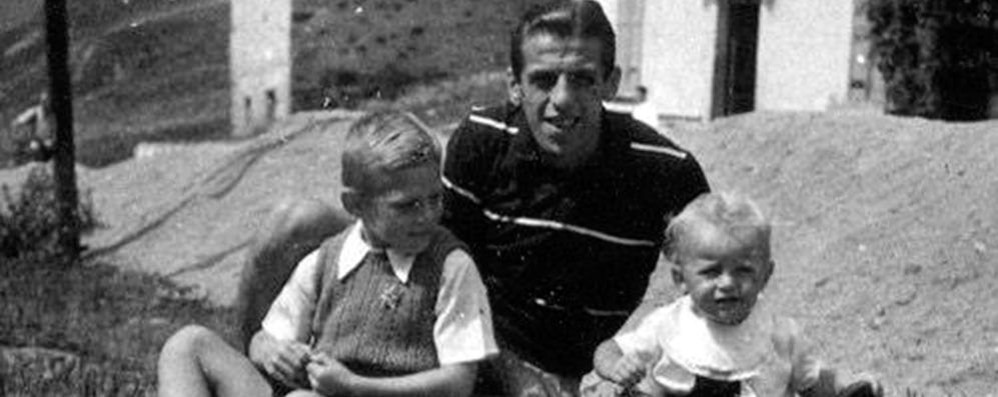
I tre fratelli Ossola, al centro Franco, a sinistra Luigi, a destra Aldo, anni quaranta del XX secolo

Inizia a giocare a 10 anni nei pulcini della Robur et Fides Varese. Esordisce in serie A con la maglia della Prealpi Varese Robur et Fides. Quando la squadra retrocede nella serie minore passa alla Ignis Varese già campione d'Italia partecipando alla Coppa Europa con l'americano di Coppa Tony Gennari. L'anno successivo passa al Milano 1958, nel 1968 torna a giocare a Varese dove ottiene tutte le vittorie nella Pallacanestro Varese, dove gioca dal 1968 al 1980 sotto i marchi Ignis, Mobilgirgi ed Emerson.
Soprannominato "von Karajan" per la sua capacità di dirigere il gioco della squadra, crea un asse formidabile con il centro Dino Meneghin e la formazione varesina dà vita a scontri memorabili con Milano.
Ossola in maglia biancorossa vince 7 scudetti, 5 Coppe dei Campioni (giocando 10 finali consecutive), 2 Coppe Intercontinentali, 4 Coppe Italia e 1 Coppa delle Coppe.
Ha totalizzato 35 presenze in Nazionale. Per motivi personali, scegliendo di vivere maggior tempo con la propria famiglia, rinuncia alle successive convocazioni con la maglia azzurra.
Ha continuato a giocare fino al 2009 quando, all'età di 64 anni, è stato tesserato per la Sporting Varese disputando il campionato di prima divisione.
Ha due fratelli calciatori, Luigi, suo germano, che fu calciatore in serie A, e Franco, consanguineo, che faceva parte del Grande Torino che morì a Superga nel 1949.
Il 7 novembre 2008 è stato nominato dal commissario straordinario Dino Meneghin membro dell'Italia Basket Hall of Fame, ed è uno dei quattro giocatori italiani, con Meneghin stesso, Antonello Riva e Pierluigi Marzorati a far parte dell'elenco dei 50 contributori (di cui solo 35 giocatori) più importanti nella storia dell'Euroleague Basketball.

## Palmarès
- Campionato italiano: 7

Pall. Varese: 1968-69, 1969-70, 1970-71, 1972-73, 1973-74, 1976-77, 1977-78
- Coppa Italia: 4

Pall. Varese: 1968-69, 1969-70, 1970-71, 1973
- Coppa dei Campioni: 5

Pall. Varese: 1969-70, 1971-72, 1972-73, 1974-75, 1975-76
- Coppa delle Coppe: 1

Pall. Varese: 1979-80
- Coppa Intercontinentale: 2

Pall. Varese: 1970, 1973
- Olimpiadi: 1

1972
- Campionato Europeo:

1971 medaglia di Bronzo